# Yoon Bit-garam
Yoon Bit-garam (윤빛가람?, 尹빛가람?; Changwon, 7 maggio 1990) è un calciatore sudcoreano, centrocampista del Suwon.

## Palmarès

### Club
- AFC Champions League: 1

Ulsan Hyundai: 2020

### Nazionale
- Giochi asiatici: 1

2010

### Individuale
- Miglior giocatore dell'AFC Champions League: 1

2020